# Crash Team Racing Nitro-Fueled
Crash Team Racing Nitro-Fueled (стилизованно CTR: Crash Team Racing Nitro Fueled) — компьютерная игра в жанре аркадной гонки, разработанная канадской студией Beenox под издательством Activision. Является ремейком игры Crash Team Racing, изначально разработанной компанией Naughty Dog для PlayStation. Игра была официально анонсирована на ежегодной церемонии награждения The Game Awards 2018, вместе с дебютным трейлером игры 6 декабря 2018 года. Выход игры состоялся 21 июня 2019 года для игровых платформ Nintendo Switch, PlayStation 4, и Xbox One.

## Игровой процесс
Как и «Crash Team Racing», «Nitro-Fueled» — это гоночная игра, в которой участвуют персонажи из серии Crash Bandicoot. Игроки должны избегать препятствий и перемещаться по различным трассам, чтобы добраться до финиша, выполняя форсирование с помощью скользящего питания и прыжков, чтобы набрать скорость, и используя бонусы, разбросанные по трассе, чтобы дать себе импульс или помешать своим противникам. Игра поддерживает локальные быстрые гонки и схемы Гран-при, несколько режимов сражений и многопользовательский режим онлайн, а также режим полного приключения с новыми областями, персонажами и битвами с боссами, которые разблокируются по мере прохождения игрока.
«Nitro-Fueled» включает в себя весь контент «Crash Team Racing», а также несколько новых функций, отсутствующих в оригинальной игре, в том числе сетевой Мультиплеер и возможность выбора различных картов, которые могут настраиваться пользователем. Также был изменен режим приключений: в дополнение к добавленным новым кинематографическим роликам игроки могут выбирать между режимами приключений «Классический» и «Нитро-Фулд», последний из которых позволяет игрокам менять своего персонажа и карт между расами, как и выбрать между тремя уровнями сложности.
Дополнительный режим «Ring Rally» был добавлен как часть обновления после запуска, в котором игроки должны проходить через кольца на дорожке, чтобы увеличить время и предотвратить истечение таймера. «Nitro-Fueled» также добавляет значительное количество контента из Crash Nitro Kart, включая всех его персонажей, гоночные трассы, боевые арены, карты и боевые режимы. Дополнительные карты и скины персонажей из Crash Tag Team Racing также включены. Этот и другой новый контент доступен через игровой магазин Pit Stop, который позволяет игрокам приобретать разблокируемые предметы, используя монеты Wumpa, заработанные в процессе игры или полученные с помощью микротрансакции.
«Nitro-Fueled» представлял ограниченные по времени события Гран-при, которые проводились ежемесячно после запуска игры. Каждое событие сопровождалось бесплатным обновлением, которое добавляло в игру новый гоночный трек. Игроки могли соревноваться в специальных соревнованиях на этих новых трассах в течение периода соревнований, чтобы заработать Nitro Points; набрав определенное количество очков, они смогут разблокировать новых персонажей, картов и предметы для настройки. Если игроки не смогли набрать достаточное количество очков до завершения мероприятия, контент был доступен для покупки в Pit Stop через три месяца после завершения события.
В период с июля 2019 года по март 2020 года было проведено восемь мероприятий Гран-при, однако после их завершения будет добавляться новый контент.

## Разработка

Сравнение игрового процесса оригинальной игры (сверху) и ремейка Nitro-Fueled (снизу). На обоих кадрах игрок управляет Коко Бандикут, которая едет на карте по уровню Dingo Canyon.

После выхода сборника ремастеров первых трёх игр серии, Crash Bandicoot N. Sane Trilogy, возникли слухи о будущей переделке игры Crash Team Racing. В интервью с продюсером Vicarious Visions Карой Масси, она не исключила возможности появления ремастера Crash Team Racing для PlayStation 4. Она также призналась что фанаты неоднократно спрашивали её об этом.
Игра была анонсирована 6 декабря 2018 года на церемонии The Game Awards 2018, и было заявлено что она будет выпущена 21 июня 2019 года на платформах PlayStation 4, Nintendo Switch и Xbox One. Как и N. Sane Trilogy, игра была воссоздана с нуля с новыми ресурсами, и было добавлено новое содержимое, такое как новые трассы, онлайн-режим, настройка картов (включая карты из непрямого продолжения игры Crash Tag Team Racing, разработанного компанией Radical Entertainment); а основной антагонист игры, Нитрос Оксид, стал также доступен в игре при выполнении определённых условий.

## Выход игры
Игроки, оформившие предзаказ на игру, получили комплект скинов «Electron» для Крэша, Коко и Кортекса. В декабре 2018 года вместе с игрой было анонсировано её премиальное издание «Nitros Oxide Edition», а ее содержание было подробно раскрыто в апреле 2019 года. Издание Nitros Oxide Edition даёт доступ к Нитросу Оксиду, Кранчу, Зему и Заму, карту «Hovercraft», а также к дополнительным скинам персонажей и картов, недоступным в основной игре.

## Критика
| Сводный рейтинг       | Сводный рейтинг                        |
| Агрегатор             | Оценка                                 |
| --------------------- | -------------------------------------- |
| GameRankings          | - (PS4) 83,81 % - (XONE) 83,40 %       |
| Metacritic            | (NS) 80/100 (PS4) 84/100 (XONE) 84/100 |
| Русскоязычные издания |                                        |
| Издание               | Оценка                                 |
| «IGN Россия»          | 7,5 из 10                              |
| «Игромания»           | 3 из 5                                 |
| «Игры Mail.ru»        | 8 из 10                                |
| «Канобу»              | 8 из 10                                |

Игра Crash Team Racing Nitro-Fueled, согласно агрегатору оценок Metacritic, получила «в целом положительные» отзывы.
Описывая игровой процесс, обозреватель «Игромании.ру» высказал мнение, что «геймплейная формула одного из лучших картингов девяностых» морально устарела за прошедшие двадцать лет с момента выхода оригинальной игры. Автор «Канобу» согласился с ним, сказав, что игра в ключевых моментах «осталась прежней», но и прокомментировал, что в целом она стала «красивее и больше». Евгений Закиров из «Игры@Mail.Ru» сравнил игру с серией Mario Kart, и заключил, что игра по сравнению с ней является «полноценной» с точки зрения повествования.